# 1434
1434. је била проста година.

## Догађаји
- Википедија:Непознат датум — Зара Јакоб постаје цар Етиопије

## Смрти
- 1. јун — Владислав II Јагело, велики кнез Литваније и краљ Пољске.